# Coupe Davis 2014
Navigation
Édition précédente Édition suivante
La Coupe Davis 2014 est la 103e édition de ce tournoi de tennis professionnel masculin par nations. Les rencontres se déroulent du 31 janvier au 23 novembre dans différents lieux.
La Suisse remporte son 1er saladier d'argent grâce à sa victoire en finale face à la France par trois victoires à une. C'est la 14e nation à remporter la Coupe Davis.

## Contexte
Le "Groupe Mondial" de l'édition 2014 de la Coupe Davis met aux prises 16 équipes sélectionnées en fonction de leurs résultats durant l'édition précédente :
- les nations ayant atteint les quarts de finale (1re ligne),
- les nations ayant remporté leur match de barrage (2e ligne).

| Groupe Mondial |                 |                        |                |                |                  |               |                 |
| Tchéquie (V)   | Serbie (F)      | Canada (DF)            | Argentine (DF) | Italie (QF)    | États-Unis (QF)  | France (QF)   | Kazakhstan (QF) |
| Espagne (HF)   | Pays-Bas (Gr I) | Grande-Bretagne (Gr I) | Suisse (HF)    | Allemagne (HF) | Australie (Gr I) | Belgique (HF) | Japon (Gr I)    |

Le tournoi se déroule en parallèle dans les groupes inférieurs des zones continentales, avec pour enjeu d'accéder au groupe supérieur. Un total de 123 nations participent à la compétition :
- 16 dans le "Groupe Mondial",
- 23 dans la "Zone Amérique",
- 32 dans la "Zone Asie/Océanie",
- 52 dans la "Zone Afrique/Europe".

## Déroulement du tournoi

### Huitièmes de finale
Le 1er tour de l'édition 2014 de la Coupe Davis a lieu du 31 janvier au 2 février. Dans la première rencontre du Groupe Mondial, la Tchéquie, tenante du titre, élimine à domicile les Pays-Bas (3-2), sans grande surprise puisque tous les matches à enjeu sont remportés par les joueurs mieux classés. Tomáš Berdych, 7e mondial, survole ses deux simples et remporte le double avec Radek Štěpánek, no 10 de la discipline, malgré la présence en face du spécialiste et no 22 Jean-Julien Rojer. Au Japon, c'est également l'hôte qui s'en sort, avec une victoire 4-1 sur le Canada, privé du 11e mondial Milos Raonic là où Kei Nishikori, no 18, a quant à lui répondu bien présent (deux victoires en simple, et une en double avec le jeune Yasutaka Uchiyama, pourtant contre les expérimentés Frank Dancevic et surtout Daniel Nestor).

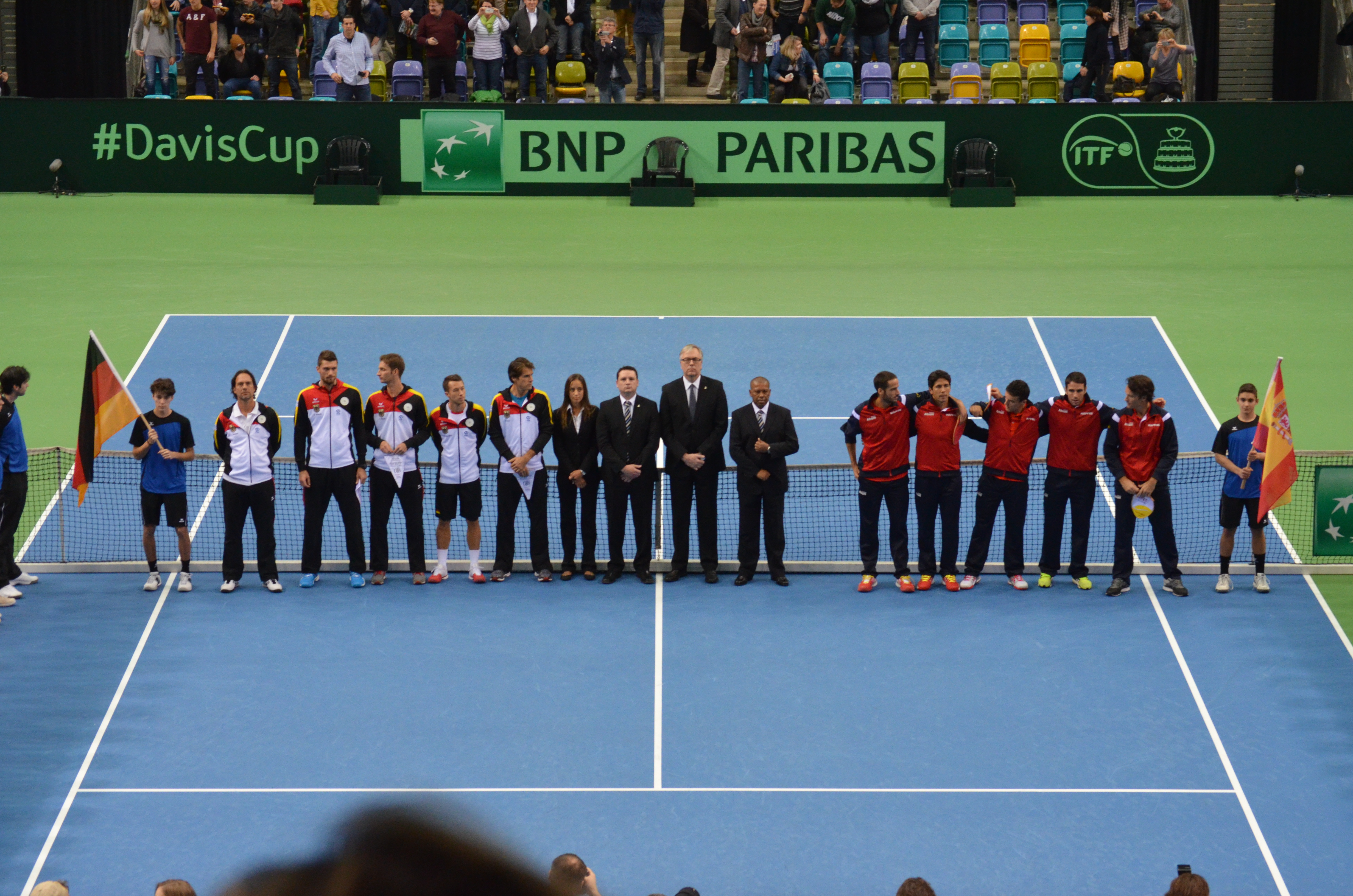
Allemagne-Espagne au 1er tour.

Sans Rafael Nadal, en tête du classement ATP, et David Ferrer, no 5, l'Espagne, emmenée par Feliciano López (no 26 en simple) et Fernando Verdasco (no 11 en double) s'incline dès samedi en Allemagne face à des Tommy Haas, Philipp Kohlschreiber et Florian Mayer respectivement 12e, 27e et 29e mondiaux en simple. De son côté, la France écrase à domicile l'Australie (5-0). Patrick Rafter, le capitaine océanien, avait choisi de lancer, derrière le pilier de la sélection Lleyton Hewitt, les jeunes et prometteurs Nick Kyrgios et Thanasi Kokkinakis, quand son homologue Arnaud Clément préférait lui jouer la sécurité en envoyant Richard Gasquet et Jo-Wilfried Tsonga, no 9 et 10 au classement en simple.
En l'absence de leur leader John Isner, 11e mondial, les États-Unis ne peuvent compter que sur les frères Bryan pour remporter le double face aux Britanniques du no 6 Andy Murray, d'autant que James Ward crée la surprise en battant Sam Querrey, classé plus de 100 places avant lui. À l'arrivée, les Américains s'inclinent 3-1 chez eux. Même score pour l'Italie, victorieuse en Argentine après trois victoires du 15e mondial Fabio Fognini, dont une en double associé à Simone Bolelli.
Malgré une belle résistance, la Belgique, sans aucun joueur dans le top 100 (en simple comme en double), s'incline 3-2 au Kazakhstan. David Goffin, alors 113e mondial en simple et au-delà du top 1000 en double, fait honneur à sa sélection en accrochant Andrey Golubev, puis en battant Mikhail Kukushkin à la fois en simple et en double (cette fois avec Olivier Rochus). Enfin la Suisse profite de la présence des 3e et 8e mondiaux Stanislas Wawrinka et Roger Federer dans ses rangs pour s'imposer à l'extérieur dès la fin du troisième match, contre une Serbie finaliste de l'édition précédente mais privée de son leader et no 2 Novak Djokovic.

### Quarts de finale

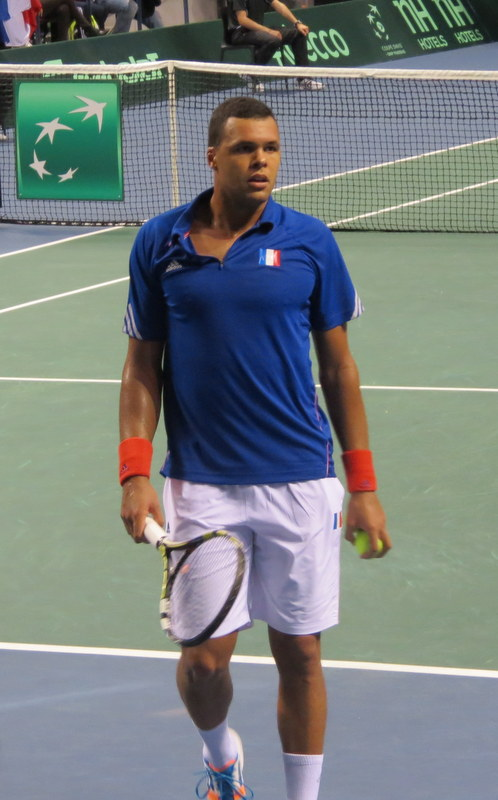
Jo-Wilfried Tsonga en quarts de finale.

Les quarts de finale se déroulent du 4 au 6 avril. Encore à domicile mais cette fois privée de son leader Kei Nishikori, la modeste équipe du Japon (aucun joueur dans le top 100 ni en simple ni en double) s'incline logiquement contre l'expérimentée Tchéquie, même en l'absence de Tomáš Berdych. Le scénario de France - Allemagne est beaucoup plus inattendu. Donnés largement favoris, chez eux, les tricolores entament la rencontre par deux défaites surprises de Julien Benneteau contre Tobias Kamke, et surtout de Jo-Wilfried Tsonga contre l'étonnant Peter Gojowczyk, classé en dehors du top 100 et sélectionné pour la première fois, dans un match accroché de 4h20 au cours duquel le français se sera procuré deux balles de match. Ce n'est alors pour lui que le 3e match à enjeu perdu en Coupe Davis, après des défaites en 2011 contre Rafael Nadal et l'année suivante contre John Isner. Benneteau se rattrape dans le double avec son partenaire habituel Michaël Llodra, en disposant de la paire Kamke-Begemann en quatre sets, avant des victoires plus faciles de Tsonga sur Kamke et Gaël Monfils sur Gojowczyk. La France revient ainsi d'un 2-0 pour la première fois depuis 1996.
La Grande-Bretagne, dans une configuration quasiment identique à celle du tour précédent, chute en Italie (3-2), après notamment une belle victoire de Fabio Fognini contre Andy Murray, en trois sets. De son côté la Suisse, à domicile, n'a besoin que de ses deux piliers Roger Federer et Stanislas Wawrinka pour stopper le Kazakhstan sur le même score. Les vaincus pourront se satisfaire du double remporté par la paire Andrey Golubev - Aleksandr Nedovyesov, et surtout de la réussite de ce même Golubev contre Wawrinka, dominé en quatre sets lors du premier simple.

### Demi-finales

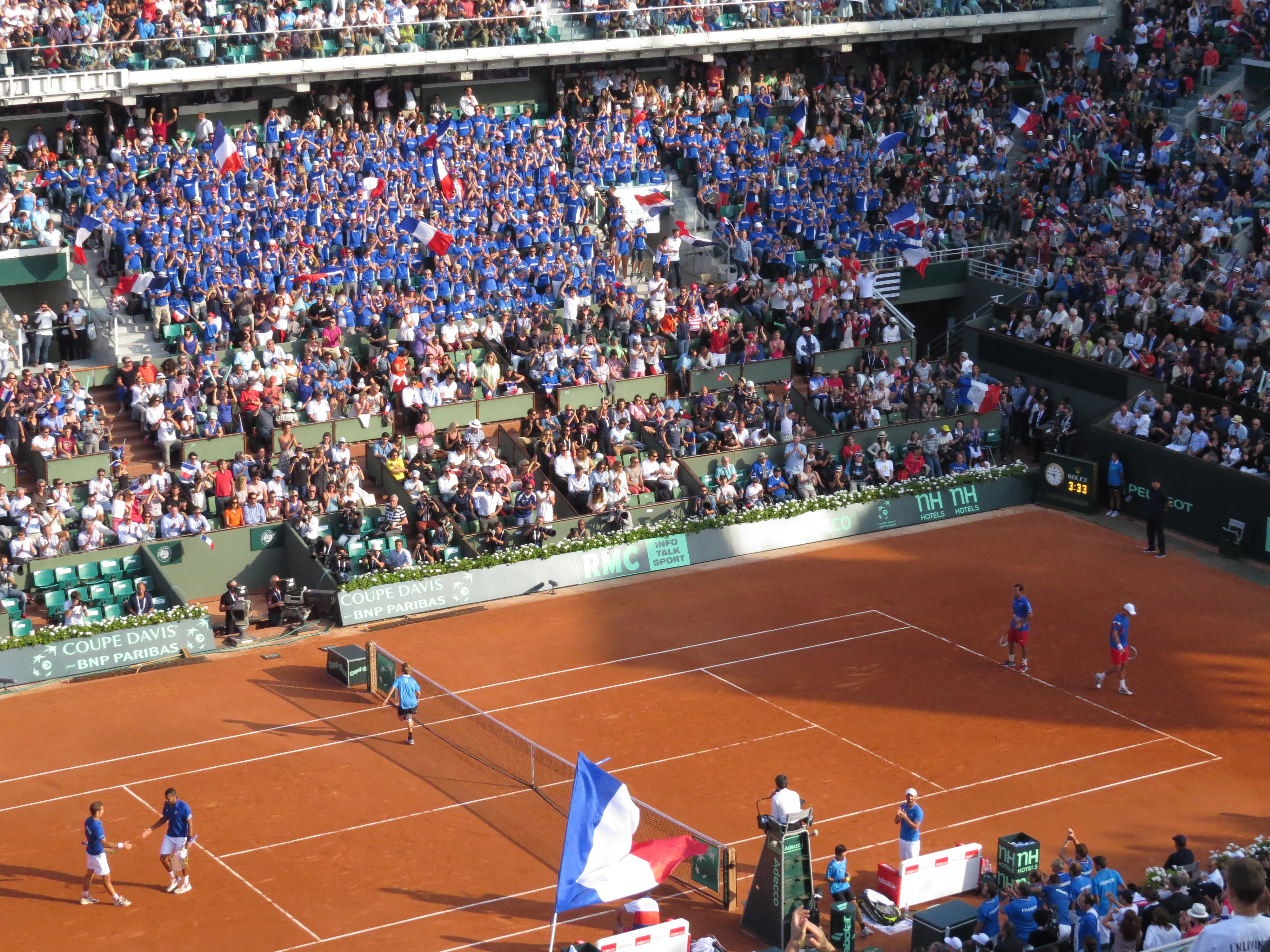
France - Tchéquie en demi-finales.

Les demi-finales, jouées du 12 au 14 septembre, voient d'abord s'affronter la France et la Tchéquie à Roland-Garros. Les tenants du titre s'écroulent dès les trois premiers matches, avec des victoires faciles de Richard Gasquet et Jo-Wilfried Tsonga, respectivement sur Tomáš Berdych (pourtant désormais 6e mondial, contre 21e pour son vis-à-vis) et Lukáš Rosol. Les deux français, réunis pour la seulement deuxième fois en Coupe Davis (après leur premier tour cette même année contre l'Australie), achèvent ensuite la partie en remportant le double face aux « Stepych », dans un match rendu plus accroché par l'expérience et l'abnégation de Radek Štěpánek, son partenaire Berdych paraissant au contraire dans un mauvais jour. Le vétéran tchèque, touché à la hanche au cours du match, lâchera finalement prise dans un quatrième et dernier set à sens unique. C'est seulement la deuxième fois que le duo s'incline en seize rencontres, la précédente ayant eu lieu lors de la finale perdue en 2009 contre l'Espagne, et la paire Feliciano López - Fernando Verdasco. Ainsi après deux années consécutives à décrocher le Saladier d'Argent (et onze victoires de rang), la République tchèque rate la passe de trois, et laisse la France se qualifier pour sa 17e finale, la première depuis son échec en 2010 face à la Serbie de Novak Djokovic.
De leur côté, les Suisses se qualifient pour leur deuxième finale de Coupe Davis, en dominant l'Italie à Genève (3-2). Comme lors des tours précédents, c'est Stanislas Wawrinka et Roger Federer qui se chargent de donner la victoire à leur pays, en gagnant leurs trois matches contre Simone Bolelli et Fabio Fognini. Ces derniers sauvent l'honneur en remportant le double contre le duo de Wawrinka avec Marco Chiudinelli, le capitaine Severin Lüthi préférant épargner Federer. C'est la quatrième défaite en autant de matches pour la paire suisse dans cette configuration.

### Finale
Enjeux et forces en présence
L'équipe de France vise un dixième titre de Coupe Davis (son quatrième depuis le début de l'ère Open), le dernier ayant été acquis en 2001. Les Français restent sur deux échecs en finale en 2002 face à la Russie et 2010 en Serbie. Gilles Simon (21e mondial au moment de cette finale), dont le nom est annoncé dans une présélection de cinq joueurs, est finalement écarté de la liste établie par le capitaine Arnaud Clément, qui retient donc quatre joueurs : Jo-Wilfried Tsonga (12e mondial), Gaël Monfils (19e), Julien Benneteau (25e en simple et 5e en double) et Richard Gasquet (26e).
De son côté, la Suisse n'a joué qu'une finale en 1992 et espère donc accrocher son premier titre. Roger Federer, alors 2e au classement ATP, en a fait une de ses priorités car il s'agit d'un des rares titres importants qui manquent à son palmarès. Toutefois, durant les jours qui précèdent la finale, des doutes planent sur sa participation car, le 16 novembre, il a déclaré forfait pour la finale du Masters à cause de problèmes au dos. À ses côtés, figure Stanislas Wawrinka, 4e mondial, qui termine alors la meilleure saison de sa carrière. Pour compléter l'équipe, le capitaine Severin Lüthi doit compter sur Marco Chiudinelli (212e mondial) en cas de forfait de Federer. Chiudinelli est également pressenti pour jouer le double, éventuellement aux côtés du quatrième joueur de l'équipe suisse, Michael Lammer (508e), les deux hommes ayant remporté le point de la victoire en double au premier tour contre la Serbie.
La finale est organisée au Stade Pierre-Mauroy de Villeneuve-d'Ascq (Lille Métropole), en France. C'est la première fois qu'un stade de football est couvert pour une telle manifestation sportive. Cela est appelé à se reproduire pour l'Euro 2015 de basket-ball et le Mondial 2017 de handball.
C'est la première fois que la finale se joue entre deux pays ayant pour langue officielle le français (co-officielle pour la Suisse ; Roger Federer est germanophone). Cela arrivera une nouvelle fois en 2017 avec France / Belgique.
1er jour
Le premier jour, devant 27 432 spectateurs, un record dans la compétition (l'ancien datant de la finale de 2004 opposant l'Espagne et les États-Unis qui avait rassemblé 27 200 spectateurs), Stanislas Wawrinka met d'entrée la Suisse sur de bons rails en battant Jo-Wilfried Tsonga en quatre sets, mais Gaël Monfils parvient dans la foulée à remettre les deux équipes à égalité en battant en trois sets Roger Federer, lequel semble encore un peu diminué par son dos qui l'avait contraint cinq jours plus tôt à déclarer forfait pour la finale du Masters.
2e jour
Lors du double le samedi, alors que Jo-Wilfried Tsonga et Richard Gasquet étaient pressentis pour affronter les leaders suisses Roger Federer et Stanislas Wawrinka, Julien Benneteau est annoncé au dernier moment comme remplaçant de Tsonga à cause d'une blessure de ce dernier - raison qui n'est dévoilée qu'a posteriori. La paire suisse, championne olympique de double en 2008, enregistre avant la rencontre un ratio victoires-défaites négatif en double en Coupe Davis (2-4), mais Federer et Wawrinka livrent cette fois-ci un match exceptionnel pour battre les Français en trois sets et ainsi empocher un deuxième point.
3e jour

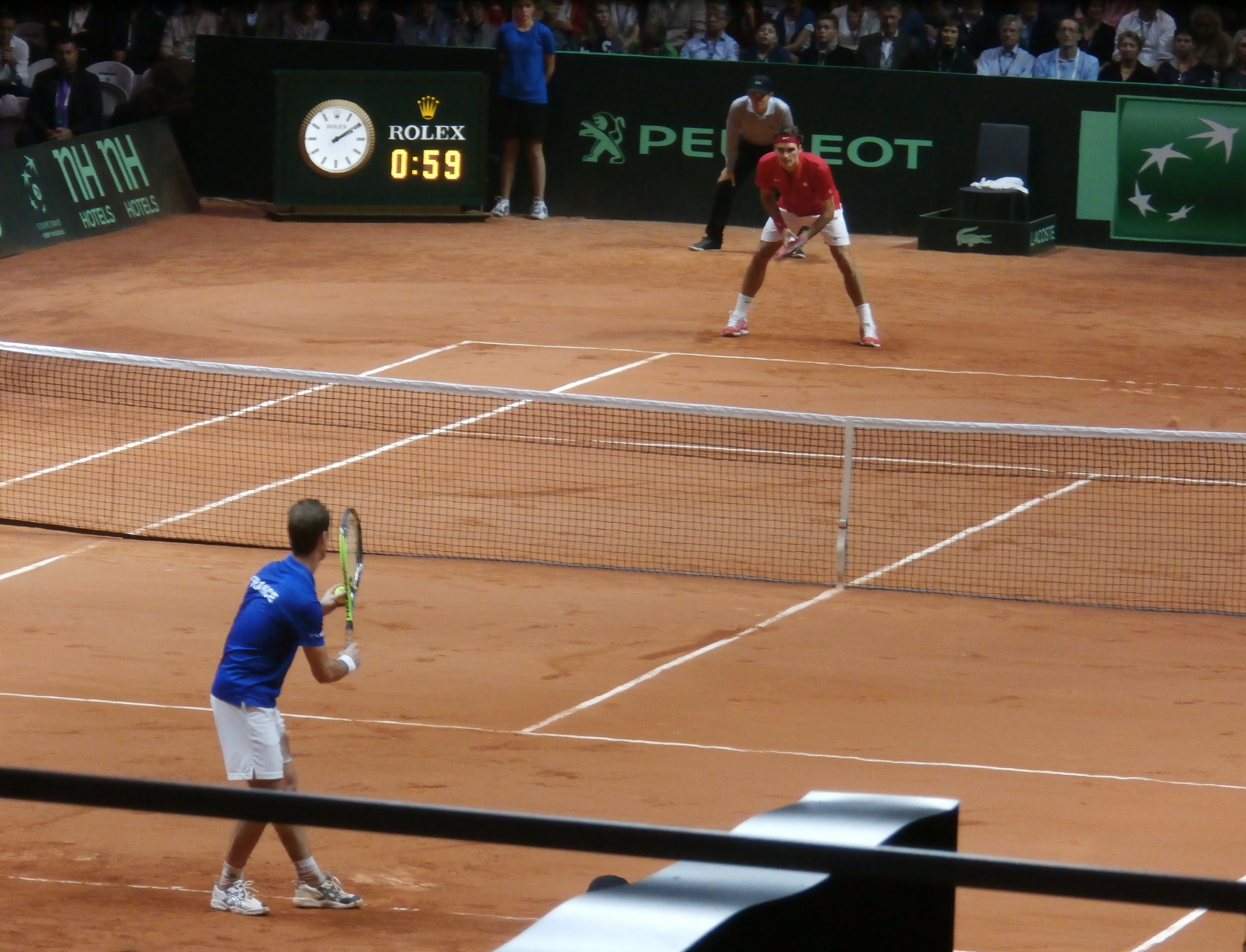
Federer-Gasquet le 3e jour.

Le dimanche matin, alors que la Suisse est en meilleure posture, Gasquet est aligné à la place de Tsonga pour affronter Federer dans le premier simple de la journée. Le Suisse, qui a retrouvé sa pleine forme depuis le double, gagne en trois sets. Ce  match, suivi par 27 448 spectateurs, bat le record d'affluence établi deux jours plus tôt. Le dernier simple, qui devait opposer Monfils à Wawrinka est alors sans enjeu et n'est finalement pas disputé.
La Suisse remporte ainsi la première Coupe Davis de son histoire sur le score de 3-1.
Spectateurs notables
Le président de la République française, François Hollande, est présent dans les tribunes aux côtés de Martine Aubry, la maire de Lille. Côté suisse, les Conseillers fédéraux Simonetta Sommaruga (samedi pour le double) et Ueli Maurer, le chef du DDPS (dimanche pour le simple) sont présents dans les tribunes. Didier Burkhalter, Président de la Confédération suisse, n'était quant à lui pas disponible pour assister à la rencontre mais félicitera la Suisse pour sa victoire.

## Résultats

### Groupe mondial
Les nations vaincues au 1er tour jouent leur maintien pour le groupe mondial lors du tour de barrage. Les autres sont directement qualifiées pour le groupe mondial 2015.

#### Tableau
Les nations numérotées sont les têtes de série, selon le classement de la fédération internationale de tennis au 16 septembre 2013.
|  | Huitièmes de finale 31 janvier - 2 février    | Huitièmes de finale 31 janvier - 2 février |                 |   | Quarts de finale 4 - 6 avril | Quarts de finale 4 - 6 avril |  |  | Demi-finales 12 - 14 septembre    | Demi-finales 12 - 14 septembre    |  |  | Finale 21 - 23 novembre                       | Finale 21 - 23 novembre                       |
|  | Huitièmes de finale 31 janvier - 2 février    | Huitièmes de finale 31 janvier - 2 février |                 |   | Quarts de finale 4 - 6 avril | Quarts de finale 4 - 6 avril |  |  | Demi-finales 12 - 14 septembre    | Demi-finales 12 - 14 septembre    |  |  | Finale 21 - 23 novembre                       | Finale 21 - 23 novembre                       |
|  |                                               |                                            |                 |   |                              |                              |  |  |                                   |                                   |  |  |                                               |                                               |
|  | Ostrava, Tchéquie (dur int.)                  | Ostrava, Tchéquie (dur int.)               |                 |   | Tokyo, Japon** (dur int.)    | Tokyo, Japon** (dur int.)    |  |  | Paris, France (terre battue ext.) | Paris, France (terre battue ext.) |  |  | Villeneuve-d'Ascq, France (terre battue int.) | Villeneuve-d'Ascq, France (terre battue int.) |
|  | Ostrava, Tchéquie (dur int.)                  | Ostrava, Tchéquie (dur int.)               |                 |   | Tokyo, Japon** (dur int.)    | Tokyo, Japon** (dur int.)    |  |  | Paris, France (terre battue ext.) | Paris, France (terre battue ext.) |  |  | Villeneuve-d'Ascq, France (terre battue int.) | Villeneuve-d'Ascq, France (terre battue int.) |
|  | Tchéquie (1)                                  | 3                                          |                 |   | Tokyo, Japon** (dur int.)    | Tokyo, Japon** (dur int.)    |  |  | Paris, France (terre battue ext.) | Paris, France (terre battue ext.) |  |  | Villeneuve-d'Ascq, France (terre battue int.) | Villeneuve-d'Ascq, France (terre battue int.) |
|  | Tchéquie (1)                                  | 3                                          |                 |   | Tokyo, Japon** (dur int.)    | Tokyo, Japon** (dur int.)    |  |  | Paris, France (terre battue ext.) | Paris, France (terre battue ext.) |  |  | Villeneuve-d'Ascq, France (terre battue int.) | Villeneuve-d'Ascq, France (terre battue int.) |
|  | Pays-Bas                                      | 2                                          |                 |   | Tokyo, Japon** (dur int.)    | Tokyo, Japon** (dur int.)    |  |  | Paris, France (terre battue ext.) | Paris, France (terre battue ext.) |  |  | Villeneuve-d'Ascq, France (terre battue int.) | Villeneuve-d'Ascq, France (terre battue int.) |
|  | Pays-Bas                                      | 2                                          | Tchéquie (1)    | 5 |                              |                              |  |  | Paris, France (terre battue ext.) | Paris, France (terre battue ext.) |  |  | Villeneuve-d'Ascq, France (terre battue int.) | Villeneuve-d'Ascq, France (terre battue int.) |
|  | Tokyo, Japon* (dur int.)                      |                                            | Tchéquie (1)    | 5 |                              |                              |  |  | Paris, France (terre battue ext.) | Paris, France (terre battue ext.) |  |  | Villeneuve-d'Ascq, France (terre battue int.) | Villeneuve-d'Ascq, France (terre battue int.) |
|  |                                               | Japon                                      | 0               |   |                              |                              |  |  | Paris, France (terre battue ext.) | Paris, France (terre battue ext.) |  |  | Villeneuve-d'Ascq, France (terre battue int.) | Villeneuve-d'Ascq, France (terre battue int.) |
|  | Canada (7)                                    | Japon                                      | 0               | 1 |                              |                              |  |  | Paris, France (terre battue ext.) | Paris, France (terre battue ext.) |  |  | Villeneuve-d'Ascq, France (terre battue int.) | Villeneuve-d'Ascq, France (terre battue int.) |
|  | Canada (7)                                    | Nancy, France (dur int.)                   |                 | 1 |                              |                              |  |  | Paris, France (terre battue ext.) | Paris, France (terre battue ext.) |  |  | Villeneuve-d'Ascq, France (terre battue int.) | Villeneuve-d'Ascq, France (terre battue int.) |
|  | Japon                                         | 4                                          |                 |   |                              |                              |  |  | Paris, France (terre battue ext.) | Paris, France (terre battue ext.) |  |  | Villeneuve-d'Ascq, France (terre battue int.) | Villeneuve-d'Ascq, France (terre battue int.) |
|  | Japon                                         | 4                                          | Tchéquie (1)    | 1 |                              |                              |  |  |                                   |                                   |  |  | Villeneuve-d'Ascq, France (terre battue int.) | Villeneuve-d'Ascq, France (terre battue int.) |
|  | Francfort, Allemagne (dur int.)               |                                            | Tchéquie (1)    | 1 |                              |                              |  |  |                                   |                                   |  |  | Villeneuve-d'Ascq, France (terre battue int.) | Villeneuve-d'Ascq, France (terre battue int.) |
|  |                                               | France (5)                                 | 4               |   |                              |                              |  |  |                                   |                                   |  |  | Villeneuve-d'Ascq, France (terre battue int.) | Villeneuve-d'Ascq, France (terre battue int.) |
|  | Espagne (3)                                   | France (5)                                 | 4               | 1 |                              |                              |  |  |                                   |                                   |  |  | Villeneuve-d'Ascq, France (terre battue int.) | Villeneuve-d'Ascq, France (terre battue int.) |
|  | Espagne (3)                                   | Genève, Suisse (dur int.)                  |                 | 1 |                              |                              |  |  |                                   |                                   |  |  | Villeneuve-d'Ascq, France (terre battue int.) | Villeneuve-d'Ascq, France (terre battue int.) |
|  | Allemagne                                     | 4                                          |                 |   |                              |                              |  |  |                                   |                                   |  |  | Villeneuve-d'Ascq, France (terre battue int.) | Villeneuve-d'Ascq, France (terre battue int.) |
|  | Allemagne                                     | 4                                          | Allemagne       | 2 |                              |                              |  |  |                                   |                                   |  |  | Villeneuve-d'Ascq, France (terre battue int.) | Villeneuve-d'Ascq, France (terre battue int.) |
|  | La Roche-sur-Yon, France (terre battue int.)  |                                            | Allemagne       | 2 |                              |                              |  |  |                                   |                                   |  |  | Villeneuve-d'Ascq, France (terre battue int.) | Villeneuve-d'Ascq, France (terre battue int.) |
|  |                                               | France (5)                                 | 3               |   |                              |                              |  |  |                                   |                                   |  |  | Villeneuve-d'Ascq, France (terre battue int.) | Villeneuve-d'Ascq, France (terre battue int.) |
|  | France (5)                                    | France (5)                                 | 3               | 5 |                              |                              |  |  |                                   |                                   |  |  | Villeneuve-d'Ascq, France (terre battue int.) | Villeneuve-d'Ascq, France (terre battue int.) |
|  | France (5)                                    | Naples, Italie (terre battue ext.)         |                 | 5 |                              |                              |  |  |                                   |                                   |  |  | Villeneuve-d'Ascq, France (terre battue int.) | Villeneuve-d'Ascq, France (terre battue int.) |
|  | Australie                                     | 0                                          |                 |   |                              |                              |  |  |                                   |                                   |  |  | Villeneuve-d'Ascq, France (terre battue int.) | Villeneuve-d'Ascq, France (terre battue int.) |
|  | Australie                                     | 0                                          | France (5)      | 1 |                              |                              |  |  |                                   |                                   |  |  |                                               |                                               |
|  | San Diego, CA, États-Unis (terre battue ext.) |                                            | France (5)      | 1 |                              |                              |  |  |                                   |                                   |  |  |                                               |                                               |
|  |                                               | Suisse                                     | 3               |   |                              |                              |  |  |                                   |                                   |  |  |                                               |                                               |
|  | Grande-Bretagne                               | Suisse                                     | 3               | 3 |                              |                              |  |  |                                   |                                   |  |  |                                               |                                               |
|  | Grande-Bretagne                               |                                            |                 | 3 |                              |                              |  |  |                                   |                                   |  |  |                                               |                                               |
|  | États-Unis (6)                                | 1                                          |                 |   |                              |                              |  |  |                                   |                                   |  |  |                                               |                                               |
|  | États-Unis (6)                                | 1                                          | Grande-Bretagne | 2 |                              |                              |  |  |                                   |                                   |  |  |                                               |                                               |
|  | Mar del Plata, Argentine (terre battue ext.)  |                                            | Grande-Bretagne | 2 |                              |                              |  |  |                                   |                                   |  |  |                                               |                                               |
|  |                                               | Italie                                     | 3               |   |                              |                              |  |  |                                   |                                   |  |  |                                               |                                               |
|  | Italie                                        | Italie                                     | 3               | 3 |                              |                              |  |  |                                   |                                   |  |  |                                               |                                               |
|  | Italie                                        | Genève, Suisse (dur int.)                  |                 | 3 |                              |                              |  |  |                                   |                                   |  |  |                                               |                                               |
|  | Argentine (4)                                 | 1                                          |                 |   |                              |                              |  |  |                                   |                                   |  |  |                                               |                                               |
|  | Argentine (4)                                 | 1                                          | Italie          | 2 |                              |                              |  |  |                                   |                                   |  |  |                                               |                                               |
|  | Astana, Kazakhstan (dur int.)                 |                                            | Italie          | 2 |                              |                              |  |  |                                   |                                   |  |  |                                               |                                               |
|  |                                               | Suisse                                     | 3               |   |                              |                              |  |  |                                   |                                   |  |  |                                               |                                               |
|  | Belgique                                      | Suisse                                     | 3               | 2 |                              |                              |  |  |                                   |                                   |  |  |                                               |                                               |
|  | Belgique                                      |                                            |                 | 2 |                              |                              |  |  |                                   |                                   |  |  |                                               |                                               |
|  | Kazakhstan (8)                                | 3                                          |                 |   |                              |                              |  |  |                                   |                                   |  |  |                                               |                                               |
|  | Kazakhstan (8)                                | 3                                          | Kazakhstan (8)  | 2 |                              |                              |  |  |                                   |                                   |  |  |                                               |                                               |
|  | Novi Sad, Serbie (dur int.)                   |                                            | Kazakhstan (8)  | 2 |                              |                              |  |  |                                   |                                   |  |  |                                               |                                               |
|  |                                               | Suisse                                     | 3               |   |                              |                              |  |  |                                   |                                   |  |  |                                               |                                               |
|  | Suisse                                        | Suisse                                     | 3               | 3 |                              |                              |  |  |                                   |                                   |  |  |                                               |                                               |
|  | Suisse                                        |                                            |                 | 3 |                              |                              |  |  |                                   |                                   |  |  |                                               |                                               |
|  | Serbie (2)                                    | 2                                          |                 |   |                              |                              |  |  |                                   |                                   |  |  |                                               |                                               |
|  | Serbie (2)                                    | 2                                          |                 |   |                              |                              |  |  |                                   |                                   |  |  |                                               |                                               |

* Bien que le Japon et le Canada se soient rencontrés pour la dernière fois en 1938, un tirage au sort détermine la nation qui reçoit.
** Bien que le Japon et la Tchécoslovaquie (dont la Tchéquie est l'héritière) se soient rencontrés pour la dernière fois en 1935, un tirage au sort détermine la nation qui reçoit.

#### Matchs détaillés

##### Huitièmes de finale
| | Tchéquie | 3                               | - | 2 | Pays-Bas |    |   |
| --- | -------- | ------------------------------- | - | - | -------- | -- | - |
| ČEZ Aréna, Ostrava, Tchéquie |          |                                 |   |   |          |    |   |
| du 31 janvier au 2 février 2014 sur dur (int.) |          |                                 |   |   |          |    |   |
| \| 1 \| \| Radek Štěpánek \| 6 \| 4 \| 7 \| 2 \| 1 \| \| 1 \| \| Robin Haase \| 3 \| 6 \| 64 \| 6 \| 6 \| \| 2 \| \| Tomáš Berdych \| 6 \| 6 \| 6 \| \| \| \| 2 \| \| Igor Sijsling \| 3 \| 3 \| 0 \| \| \| \| 3 \| \| T. Berdych - R. Štěpánek \| 7 \| 1 \| 7 \| 7 \| \| \| 3 \| \| Robin Haase - Jean-Julien Rojer \| 5 \| 6 \| 62 \| 64 \| \| \| \| \| \| \| \| \| \| \| \| 4 \| \| Tomáš Berdych \| 6 \| 6 \| 6 \| \| \| \| 4 \| \| Thiemo de Bakker \| 1 \| 4 \| 3 \| \| \| \| \| \| \| \| \| \| \| \| \| 5 \| \| Lukáš Rosol \| 3 \| 3 \| \| \| \| \| 5 \| \| Igor Sijsling \| 6 \| 6 \| \| \| \| \| \| \| \| \| \| \| \| \| |          |                                 |   |   |          |    |   |
| 1 |          | Radek Štěpánek                  | 6 | 4 | 7        | 2  | 1 |
| 1 |          | Robin Haase                     | 3 | 6 | 64       | 6  | 6 |
| 2 |          | Tomáš Berdych                   | 6 | 6 | 6        |    |   |
| 2 |          | Igor Sijsling                   | 3 | 3 | 0        |    |   |
| 3 |          | T. Berdych - R. Štěpánek        | 7 | 1 | 7        | 7  |   |
| 3 |          | Robin Haase - Jean-Julien Rojer | 5 | 6 | 62       | 64 |   |
| |          |                                 |   |   |          |    |   |
| 4 |          | Tomáš Berdych                   | 6 | 6 | 6        |    |   |
| 4 |          | Thiemo de Bakker                | 1 | 4 | 3        |    |   |
| |          |                                 |   |   |          |    |   |
| 5 |          | Lukáš Rosol                     | 3 | 3 |          |    |   |
| 5 |          | Igor Sijsling                   | 6 | 6 |          |    |   |
| |          |                                 |   |   |          |    |   |

| 1 |  | Radek Štěpánek                  | 6 | 4 | 7  | 2  | 1 |
| 1 |  | Robin Haase                     | 3 | 6 | 64 | 6  | 6 |
| 2 |  | Tomáš Berdych                   | 6 | 6 | 6  |    |   |
| 2 |  | Igor Sijsling                   | 3 | 3 | 0  |    |   |
| 3 |  | T. Berdych - R. Štěpánek        | 7 | 1 | 7  | 7  |   |
| 3 |  | Robin Haase - Jean-Julien Rojer | 5 | 6 | 62 | 64 |   |
|   |  |                                 |   |   |    |    |   |
| 4 |  | Tomáš Berdych                   | 6 | 6 | 6  |    |   |
| 4 |  | Thiemo de Bakker                | 1 | 4 | 3  |    |   |
|   |  |                                 |   |   |    |    |   |
| 5 |  | Lukáš Rosol                     | 3 | 3 |    |    |   |
| 5 |  | Igor Sijsling                   | 6 | 6 |    |    |   |
|   |  |                                 |   |   |    |    |   |

| | Japon | 4                              | - | 1  | Canada |   |  |
| --- | ----- | ------------------------------ | - | -- | ------ | - |  |
| Ariake Coliseum, Tokyo, Japon |       |                                |   |    |        |   |  |
| du 31 janvier au 2 février 2014 sur dur (int.) |       |                                |   |    |        |   |  |
| \| 1 \| \| Kei Nishikori \| 6 \| 6 \| 6 \| \| \| \| 1 \| \| Peter Polansky \| 4 \| 4 \| 4 \| \| \| \| 2 \| \| Go Soeda \| 4 \| 62 \| 1 \| \| \| \| 2 \| \| Frank Dancevic \| 6 \| 7 \| 6 \| \| \| \| 3 \| \| K. Nishikori - Y. Uchiyama \| 6 \| 7 \| 4 \| 6 \| \| \| 3 \| \| Frank Dancevic - Daniel Nestor \| 3 \| 63 \| 6 \| 4 \| \| \| \| \| \| \| \| \| \| \| \| 4 \| \| Kei Nishikori \| 6 \| 1 \| \| \| \| \| 4 \| \| Frank Dancevic \| 2 \| 0 \| ab. \| \| \| \| \| \| \| \| \| \| \| \| \| 5 \| \| Go Soeda \| 6 \| 6 \| \| \| \| \| 5 \| \| Peter Polansky \| 1 \| 4 \| \| \| \| \| \| \| \| \| \| \| \| \| |       |                                |   |    |        |   |  |
| 1 |       | Kei Nishikori                  | 6 | 6  | 6      |   |  |
| 1 |       | Peter Polansky                 | 4 | 4  | 4      |   |  |
| 2 |       | Go Soeda                       | 4 | 62 | 1      |   |  |
| 2 |       | Frank Dancevic                 | 6 | 7  | 6      |   |  |
| 3 |       | K. Nishikori - Y. Uchiyama     | 6 | 7  | 4      | 6 |  |
| 3 |       | Frank Dancevic - Daniel Nestor | 3 | 63 | 6      | 4 |  |
| |       |                                |   |    |        |   |  |
| 4 |       | Kei Nishikori                  | 6 | 1  |        |   |  |
| 4 |       | Frank Dancevic                 | 2 | 0  | ab.    |   |  |
| |       |                                |   |    |        |   |  |
| 5 |       | Go Soeda                       | 6 | 6  |        |   |  |
| 5 |       | Peter Polansky                 | 1 | 4  |        |   |  |
| |       |                                |   |    |        |   |  |

| 1 |  | Kei Nishikori                  | 6 | 6  | 6   |   |  |
| 1 |  | Peter Polansky                 | 4 | 4  | 4   |   |  |
| 2 |  | Go Soeda                       | 4 | 62 | 1   |   |  |
| 2 |  | Frank Dancevic                 | 6 | 7  | 6   |   |  |
| 3 |  | K. Nishikori - Y. Uchiyama     | 6 | 7  | 4   | 6 |  |
| 3 |  | Frank Dancevic - Daniel Nestor | 3 | 63 | 6   | 4 |  |
|   |  |                                |   |    |     |   |  |
| 4 |  | Kei Nishikori                  | 6 | 1  |     |   |  |
| 4 |  | Frank Dancevic                 | 2 | 0  | ab. |   |  |
|   |  |                                |   |    |     |   |  |
| 5 |  | Go Soeda                       | 6 | 6  |     |   |  |
| 5 |  | Peter Polansky                 | 1 | 4  |     |   |  |
|   |  |                                |   |    |     |   |  |

| | Allemagne       | 4                          | -  | 1  | Espagne |   |         |
| --- | --------------- | -------------------------- | -- | -- | ------- | - | ------- |
| Fraport Arena, Francfort, Allemagne |                 |                            |    |    |         |   |         |
| du 31 janvier au 2 février 2014 sur dur (int.) |                 |                            |    |    |         |   |         |
| \| 1 \| \| Philipp Kohlschreiber \| 6 \| 6 \| 6 \| \| \| \| 1 \| \| Roberto Bautista-Agut \| 2 \| 4 \| 2 \| \| \| \| 2 \| \| Florian Mayer \| 7 \| 7 \| 1 \| 5 \| 6 \| \| 2 \| \| Feliciano López \| 6 \| 64 \| 6 \| 7 \| 3 \| \| 3 \| \| T. Haas - P. Kohlschreiber \| 7 \| 69 \| 7 \| 6 \| \| \| 3 \| \| D. Marrero - F. Verdasco \| 65 \| 7 \| 67 \| 3 \| \| \| \| \| \| \| \| \| \| \| \| 4 \| \| Philipp Kohlschreiber \| \| \| \| \| Forfait \| \| 4 \| Feliciano López \| \| \| \| \| \| \| \| \| \| \| \| \| \| \| \| \| 5 \| \| Daniel Brands \| 7 \| 6 \| \| \| \| \| 5 \| \| Roberto Bautista-Agut \| 65 \| 4 \| \| \| \| \| \| \| \| \| \| \| \| \| |                 |                            |    |    |         |   |         |
| 1 |                 | Philipp Kohlschreiber      | 6  | 6  | 6       |   |         |
| 1 |                 | Roberto Bautista-Agut      | 2  | 4  | 2       |   |         |
| 2 |                 | Florian Mayer              | 7  | 7  | 1       | 5 | 6       |
| 2 |                 | Feliciano López            | 6  | 64 | 6       | 7 | 3       |
| 3 |                 | T. Haas - P. Kohlschreiber | 7  | 69 | 7       | 6 |         |
| 3 |                 | D. Marrero - F. Verdasco   | 65 | 7  | 67      | 3 |         |
| |                 |                            |    |    |         |   |         |
| 4 |                 | Philipp Kohlschreiber      |    |    |         |   | Forfait |
| 4 | Feliciano López |                            |    |    |         |   |         |
| |                 |                            |    |    |         |   |         |
| 5 |                 | Daniel Brands              | 7  | 6  |         |   |         |
| 5 |                 | Roberto Bautista-Agut      | 65 | 4  |         |   |         |
| |                 |                            |    |    |         |   |         |

| 1 |                 | Philipp Kohlschreiber      | 6  | 6  | 6  |   |         |
| 1 |                 | Roberto Bautista-Agut      | 2  | 4  | 2  |   |         |
| 2 |                 | Florian Mayer              | 7  | 7  | 1  | 5 | 6       |
| 2 |                 | Feliciano López            | 6  | 64 | 6  | 7 | 3       |
| 3 |                 | T. Haas - P. Kohlschreiber | 7  | 69 | 7  | 6 |         |
| 3 |                 | D. Marrero - F. Verdasco   | 65 | 7  | 67 | 3 |         |
|   |                 |                            |    |    |    |   |         |
| 4 |                 | Philipp Kohlschreiber      |    |    |    |   | Forfait |
| 4 | Feliciano López |                            |    |    |    |   |         |
|   |                 |                            |    |    |    |   |         |
| 5 |                 | Daniel Brands              | 7  | 6  |    |   |         |
| 5 |                 | Roberto Bautista-Agut      | 65 | 4  |    |   |         |
|   |                 |                            |    |    |    |   |         |

| | France | 5                               | -  | 0  | Australie |   |  |
| --- | ------ | ------------------------------- | -- | -- | --------- | - |  |
| Vendéspace, La Roche-sur-Yon, France |        |                                 |    |    |           |   |  |
| du 31 janvier au 2 février 2014 sur terre battue (int.) |        |                                 |    |    |           |   |  |
| \| 1 \| \| Richard Gasquet \| 7 \| 6 \| 6 \| \| \| \| 1 \| \| Nick Kyrgios \| 63 \| 2 \| 2 \| \| \| \| 2 \| \| Jo-Wilfried Tsonga \| 6 \| 6 \| 7 \| \| \| \| 2 \| \| Lleyton Hewitt \| 3 \| 2 \| 62 \| \| \| \| 3 \| \| R. Gasquet - J.-W. Tsonga \| 5 \| 7 \| 6 \| 7 \| \| \| 3 \| \| Chris Guccione - Lleyton Hewitt \| 7 \| 64 \| 2 \| 5 \| \| \| \| \| \| \| \| \| \| \| \| 4 \| \| Julien Benneteau \| 6 \| 6 \| \| \| \| \| 4 \| \| Thanasi Kokkinakis \| 4 \| 1 \| \| \| \| \| \| \| \| \| \| \| \| \| \| 5 \| \| Gaël Monfils \| 7 \| 6 \| \| \| \| \| 5 \| \| Nick Kyrgios \| 65 \| 4 \| \| \| \| \| \| \| \| \| \| \| \| \| |        |                                 |    |    |           |   |  |
| 1 |        | Richard Gasquet                 | 7  | 6  | 6         |   |  |
| 1 |        | Nick Kyrgios                    | 63 | 2  | 2         |   |  |
| 2 |        | Jo-Wilfried Tsonga              | 6  | 6  | 7         |   |  |
| 2 |        | Lleyton Hewitt                  | 3  | 2  | 62        |   |  |
| 3 |        | R. Gasquet - J.-W. Tsonga       | 5  | 7  | 6         | 7 |  |
| 3 |        | Chris Guccione - Lleyton Hewitt | 7  | 64 | 2         | 5 |  |
| |        |                                 |    |    |           |   |  |
| 4 |        | Julien Benneteau                | 6  | 6  |           |   |  |
| 4 |        | Thanasi Kokkinakis              | 4  | 1  |           |   |  |
| |        |                                 |    |    |           |   |  |
| 5 |        | Gaël Monfils                    | 7  | 6  |           |   |  |
| 5 |        | Nick Kyrgios                    | 65 | 4  |           |   |  |
| |        |                                 |    |    |           |   |  |

| 1 |  | Richard Gasquet                 | 7  | 6  | 6  |   |  |
| 1 |  | Nick Kyrgios                    | 63 | 2  | 2  |   |  |
| 2 |  | Jo-Wilfried Tsonga              | 6  | 6  | 7  |   |  |
| 2 |  | Lleyton Hewitt                  | 3  | 2  | 62 |   |  |
| 3 |  | R. Gasquet - J.-W. Tsonga       | 5  | 7  | 6  | 7 |  |
| 3 |  | Chris Guccione - Lleyton Hewitt | 7  | 64 | 2  | 5 |  |
|   |  |                                 |    |    |    |   |  |
| 4 |  | Julien Benneteau                | 6  | 6  |    |   |  |
| 4 |  | Thanasi Kokkinakis              | 4  | 1  |    |   |  |
|   |  |                                 |    |    |    |   |  |
| 5 |  | Gaël Monfils                    | 7  | 6  |    |   |  |
| 5 |  | Nick Kyrgios                    | 65 | 4  |    |   |  |
|   |  |                                 |    |    |    |   |  |

| | États-Unis | 1                              | -   | 3    | Grande-Bretagne |   |   |
| --- | ---------- | ------------------------------ | --- | ---- | --------------- | - | - |
| PETCO Park, San Diego, États-Unis |            |                                |     |      |                 |   |   |
| du 31 janvier au 2 février 2014 sur terre battue (ext.) |            |                                |     |      |                 |   |   |
| \| 1 \| \| Donald Young \| 1 \| 2 \| 3 \| \| \| \| 1 \| \| Andy Murray \| 6 \| 6 \| 6 \| \| \| \| 2 \| \| Sam Querrey \| 6 \| 63 \| 6 \| 4 \| 1 \| \| 2 \| \| James Ward \| 1 \| 7 \| 3 \| 6 \| 6 \| \| 3 \| \| Bob Bryan - Mike Bryan \| 6 \| 6 \| 3 \| 6 \| \| \| 3 \| \| Colin Fleming - Dominic Inglot \| 2 \| 3 \| 6 \| 1 \| \| \| \| \| \| \| \| \| \| \| \| 4 \| \| Sam Querrey \| 65 \| 7 \| 1 \| 3 \| \| \| 4 \| \| Andy Murray \| 7 \| 63 \| 6 \| 6 \| \| \| \| \| \| \| \| \| \| \| \| 5 \| \| Donald Young \| Non \| joué \| \| \| \| \| 5 \| James Ward \| \| \| \| \| \| \| \| \| \| \| \| \| \| \| \| |            |                                |     |      |                 |   |   |
| 1 |            | Donald Young                   | 1   | 2    | 3               |   |   |
| 1 |            | Andy Murray                    | 6   | 6    | 6               |   |   |
| 2 |            | Sam Querrey                    | 6   | 63   | 6               | 4 | 1 |
| 2 |            | James Ward                     | 1   | 7    | 3               | 6 | 6 |
| 3 |            | Bob Bryan - Mike Bryan         | 6   | 6    | 3               | 6 |   |
| 3 |            | Colin Fleming - Dominic Inglot | 2   | 3    | 6               | 1 |   |
| |            |                                |     |      |                 |   |   |
| 4 |            | Sam Querrey                    | 65  | 7    | 1               | 3 |   |
| 4 |            | Andy Murray                    | 7   | 63   | 6               | 6 |   |
| |            |                                |     |      |                 |   |   |
| 5 |            | Donald Young                   | Non | joué |                 |   |   |
| 5 | James Ward |                                |     |      |                 |   |   |
| |            |                                |     |      |                 |   |   |

| 1 |            | Donald Young                   | 1   | 2    | 3 |   |   |
| 1 |            | Andy Murray                    | 6   | 6    | 6 |   |   |
| 2 |            | Sam Querrey                    | 6   | 63   | 6 | 4 | 1 |
| 2 |            | James Ward                     | 1   | 7    | 3 | 6 | 6 |
| 3 |            | Bob Bryan - Mike Bryan         | 6   | 6    | 3 | 6 |   |
| 3 |            | Colin Fleming - Dominic Inglot | 2   | 3    | 6 | 1 |   |
|   |            |                                |     |      |   |   |   |
| 4 |            | Sam Querrey                    | 65  | 7    | 1 | 3 |   |
| 4 |            | Andy Murray                    | 7   | 63   | 6 | 6 |   |
|   |            |                                |     |      |   |   |   |
| 5 |            | Donald Young                   | Non | joué |   |   |   |
| 5 | James Ward |                                |     |      |   |   |   |
|   |            |                                |     |      |   |   |   |

| | Argentine     | 1                              | -   | 3    | Italie |   |  |
| --- | ------------- | ------------------------------ | --- | ---- | ------ | - |  |
| Patinodromo Municipal Adalberto Lugea, Mar del Plata, Argentine |               |                                |     |      |        |   |  |
| du 31 janvier au 2 février 2014 sur terre battue (ext.) |               |                                |     |      |        |   |  |
| \| 1 \| \| Carlos Berlocq \| 4 \| 6 \| 6' \| 6 \| \| \| 1 \| \| Andreas Seppi \| 6 \| 0 \| 2 \| 1 \| \| \| 2 \| \| Juan Mónaco \| 5 \| 2 \| 2 \| \| \| \| 2 \| \| Fabio Fognini \| 7 \| 6 \| 6 \| \| \| \| 3 \| \| E. Schwank - H. Zeballos \| 7 \| 68 \| 63 \| 4 \| \| \| 3 \| \| Simone Bolelli - Fabio Fognini \| 6 \| 7 \| 7 \| 6 \| \| \| \| \| \| \| \| \| \| \| \| 4 \| \| Carlos Berlocq \| 65 \| 6 \| 1 \| 4 \| \| \| 4 \| \| Fabio Fognini \| 7 \| 4 \| 6 \| 6 \| \| \| \| \| \| \| \| \| \| \| \| 5 \| \| Juan Mónaco \| Non \| joué \| \| \| \| \| 5 \| Andreas Seppi \| \| \| \| \| \| \| \| \| \| \| \| \| \| \| \| |               |                                |     |      |        |   |  |
| 1 |               | Carlos Berlocq                 | 4   | 6    | 6'     | 6 |  |
| 1 |               | Andreas Seppi                  | 6   | 0    | 2      | 1 |  |
| 2 |               | Juan Mónaco                    | 5   | 2    | 2      |   |  |
| 2 |               | Fabio Fognini                  | 7   | 6    | 6      |   |  |
| 3 |               | E. Schwank - H. Zeballos       | 7   | 68   | 63     | 4 |  |
| 3 |               | Simone Bolelli - Fabio Fognini | 6   | 7    | 7      | 6 |  |
| |               |                                |     |      |        |   |  |
| 4 |               | Carlos Berlocq                 | 65  | 6    | 1      | 4 |  |
| 4 |               | Fabio Fognini                  | 7   | 4    | 6      | 6 |  |
| |               |                                |     |      |        |   |  |
| 5 |               | Juan Mónaco                    | Non | joué |        |   |  |
| 5 | Andreas Seppi |                                |     |      |        |   |  |
| |               |                                |     |      |        |   |  |

| 1 |               | Carlos Berlocq                 | 4   | 6    | 6' | 6 |  |
| 1 |               | Andreas Seppi                  | 6   | 0    | 2  | 1 |  |
| 2 |               | Juan Mónaco                    | 5   | 2    | 2  |   |  |
| 2 |               | Fabio Fognini                  | 7   | 6    | 6  |   |  |
| 3 |               | E. Schwank - H. Zeballos       | 7   | 68   | 63 | 4 |  |
| 3 |               | Simone Bolelli - Fabio Fognini | 6   | 7    | 7  | 6 |  |
|   |               |                                |     |      |    |   |  |
| 4 |               | Carlos Berlocq                 | 65  | 6    | 1  | 4 |  |
| 4 |               | Fabio Fognini                  | 7   | 4    | 6  | 6 |  |
|   |               |                                |     |      |    |   |  |
| 5 |               | Juan Mónaco                    | Non | joué |    |   |  |
| 5 | Andreas Seppi |                                |     |      |    |   |  |
|   |               |                                |     |      |    |   |  |

| | Kazakhstan | 3                         | -  | 2  | Belgique |    |    |
| --- | ---------- | ------------------------- | -- | -- | -------- | -- | -- |
| National Tennis Centre, Astana, Kazakhstan |            |                           |    |    |          |    |    |
| du 31 janvier au 2 février 2014 sur dur (int.) |            |                           |    |    |          |    |    |
| \| 1 \| \| Mikhail Kukushkin \| 6 \| 63 \| 6 \| 6 \| \| \| 1 \| \| Ruben Bemelmans \| 4 \| 7 \| 2 \| 3 \| \| \| 2 \| \| Andrey Golubev \| 7 \| 3 \| 4 \| 6 \| 12 \| \| 2 \| \| David Goffin \| 69 \| 6 \| 6 \| 2 \| 10 \| \| 3 \| \| E. Korolev - M. Kukushkin \| 2 \| 7 \| 3 \| 64 \| \| \| 3 \| \| R. Bemelmans - O. Rochus \| 6 \| 64 \| 6 \| 7 \| \| \| \| \| \| \| \| \| \| \| \| 4 \| \| Mikhail Kukushkin \| 6 \| 3 \| 6 \| 4 \| 0 \| \| 4 \| \| David Goffin \| 4 \| 6 \| 3 \| 6 \| 6 \| \| \| \| \| \| \| \| \| \| \| 5 \| \| Andrey Golubev \| 6 \| 6 \| 6 \| \| \| \| 5 \| \| Ruben Bemelmans \| 2 \| 3 \| 1 \| \| \| \| \| \| \| \| \| \| \| \| |            |                           |    |    |          |    |    |
| 1 |            | Mikhail Kukushkin         | 6  | 63 | 6        | 6  |    |
| 1 |            | Ruben Bemelmans           | 4  | 7  | 2        | 3  |    |
| 2 |            | Andrey Golubev            | 7  | 3  | 4        | 6  | 12 |
| 2 |            | David Goffin              | 69 | 6  | 6        | 2  | 10 |
| 3 |            | E. Korolev - M. Kukushkin | 2  | 7  | 3        | 64 |    |
| 3 |            | R. Bemelmans - O. Rochus  | 6  | 64 | 6        | 7  |    |
| |            |                           |    |    |          |    |    |
| 4 |            | Mikhail Kukushkin         | 6  | 3  | 6        | 4  | 0  |
| 4 |            | David Goffin              | 4  | 6  | 3        | 6  | 6  |
| |            |                           |    |    |          |    |    |
| 5 |            | Andrey Golubev            | 6  | 6  | 6        |    |    |
| 5 |            | Ruben Bemelmans           | 2  | 3  | 1        |    |    |
| |            |                           |    |    |          |    |    |

| 1 |  | Mikhail Kukushkin         | 6  | 63 | 6 | 6  |    |
| 1 |  | Ruben Bemelmans           | 4  | 7  | 2 | 3  |    |
| 2 |  | Andrey Golubev            | 7  | 3  | 4 | 6  | 12 |
| 2 |  | David Goffin              | 69 | 6  | 6 | 2  | 10 |
| 3 |  | E. Korolev - M. Kukushkin | 2  | 7  | 3 | 64 |    |
| 3 |  | R. Bemelmans - O. Rochus  | 6  | 64 | 6 | 7  |    |
|   |  |                           |    |    |   |    |    |
| 4 |  | Mikhail Kukushkin         | 6  | 3  | 6 | 4  | 0  |
| 4 |  | David Goffin              | 4  | 6  | 3 | 6  | 6  |
|   |  |                           |    |    |   |    |    |
| 5 |  | Andrey Golubev            | 6  | 6  | 6 |    |    |
| 5 |  | Ruben Bemelmans           | 2  | 3  | 1 |    |    |
|   |  |                           |    |    |   |    |    |

| | Serbie | 2                                 | -  | 3 | Suisse |    |  |
| --- | ------ | --------------------------------- | -- | - | ------ | -- |  |
| Centre sportif SPENS, Novi Sad, Serbie |        |                                   |    |   |        |    |  |
| du 31 janvier au 2 février 2014 sur dur (int.) |        |                                   |    |   |        |    |  |
| \| 1 \| \| Ilija Bozoljac \| 4 \| 5 \| 2 \| \| \| \| 1 \| \| Roger Federer \| 6 \| 7 \| 6 \| \| \| \| 2 \| \| Dušan Lajović \| 4 \| 6 \| 1 \| 67 \| \| \| 2 \| \| Stanislas Wawrinka \| 6 \| 4 \| 6 \| 7 \| \| \| 3 \| \| Filip Krajinović - Nenad Zimonjić \| 63 \| 6 \| 62 \| 2 \| \| \| 3 \| \| M. Chiudinelli - M. Lammer \| 7 \| 3 \| 7 \| 6 \| \| \| \| \| \| \| \| \| \| \| \| 4 \| \| Dušan Lajović \| 6 \| 3 \| 6 \| \| \| \| 4 \| \| Michael Lammer \| 3 \| 6 \| 4 \| \| \| \| \| \| \| \| \| \| \| \| \| 5 \| \| Filip Krajinović \| 6 \| 6 \| \| \| \| \| 5 \| \| Marco Chiudinelli \| 4 \| 4 \| \| \| \| \| \| \| \| \| \| \| \| \| |        |                                   |    |   |        |    |  |
| 1 |        | Ilija Bozoljac                    | 4  | 5 | 2      |    |  |
| 1 |        | Roger Federer                     | 6  | 7 | 6      |    |  |
| 2 |        | Dušan Lajović                     | 4  | 6 | 1      | 67 |  |
| 2 |        | Stanislas Wawrinka                | 6  | 4 | 6      | 7  |  |
| 3 |        | Filip Krajinović - Nenad Zimonjić | 63 | 6 | 62     | 2  |  |
| 3 |        | M. Chiudinelli - M. Lammer        | 7  | 3 | 7      | 6  |  |
| |        |                                   |    |   |        |    |  |
| 4 |        | Dušan Lajović                     | 6  | 3 | 6      |    |  |
| 4 |        | Michael Lammer                    | 3  | 6 | 4      |    |  |
| |        |                                   |    |   |        |    |  |
| 5 |        | Filip Krajinović                  | 6  | 6 |        |    |  |
| 5 |        | Marco Chiudinelli                 | 4  | 4 |        |    |  |
| |        |                                   |    |   |        |    |  |

| 1 |  | Ilija Bozoljac                    | 4  | 5 | 2  |    |  |
| 1 |  | Roger Federer                     | 6  | 7 | 6  |    |  |
| 2 |  | Dušan Lajović                     | 4  | 6 | 1  | 67 |  |
| 2 |  | Stanislas Wawrinka                | 6  | 4 | 6  | 7  |  |
| 3 |  | Filip Krajinović - Nenad Zimonjić | 63 | 6 | 62 | 2  |  |
| 3 |  | M. Chiudinelli - M. Lammer        | 7  | 3 | 7  | 6  |  |
|   |  |                                   |    |   |    |    |  |
| 4 |  | Dušan Lajović                     | 6  | 3 | 6  |    |  |
| 4 |  | Michael Lammer                    | 3  | 6 | 4  |    |  |
|   |  |                                   |    |   |    |    |  |
| 5 |  | Filip Krajinović                  | 6  | 6 |    |    |  |
| 5 |  | Marco Chiudinelli                 | 4  | 4 |    |    |  |
|   |  |                                   |    |   |    |    |  |

##### Quarts de finale
| | Japon | 0                               | -  | 5  | Tchéquie |   |   |
| --- | ----- | ------------------------------- | -- | -- | -------- | - | - |
| Ariake Coliseum, Tokyo, Japon |       |                                 |    |    |          |   |   |
| du 4 au 6 avril 2014 sur dur (int.) |       |                                 |    |    |          |   |   |
| \| 1 \| \| Tatsuma Ito \| 7 \| 65 \| 1 \| 5 \| \| \| 1 \| \| Radek Štěpánek \| 65 \| 7 \| 6 \| 7 \| \| \| 2 \| \| Taro Daniel \| 4 \| 4 \| 6 \| 6 \| 2 \| \| 2 \| \| Lukáš Rosol \| 6 \| 6 \| 3 \| 4 \| 6 \| \| 3 \| \| Tatsuma Ito - Yasutaka Uchiyama \| 4 \| 4 \| 4 \| \| \| \| 3 \| \| Lukáš Rosol - Radek Štěpánek \| 6 \| 6 \| 6 \| \| \| \| \| \| \| \| \| \| \| \| \| 4 \| \| Yasutaka Uchiyama \| 3 \| 6 \| 4 \| \| \| \| 4 \| \| Lukáš Rosol \| 6 \| 3 \| 6 \| \| \| \| \| \| \| \| \| \| \| \| \| 5 \| \| Taro Daniel \| 4 \| 4 \| \| \| \| \| 5 \| \| Jiří Veselý \| 6 \| 6 \| \| \| \| \| \| \| \| \| \| \| \| \| |       |                                 |    |    |          |   |   |
| 1 |       | Tatsuma Ito                     | 7  | 65 | 1        | 5 |   |
| 1 |       | Radek Štěpánek                  | 65 | 7  | 6        | 7 |   |
| 2 |       | Taro Daniel                     | 4  | 4  | 6        | 6 | 2 |
| 2 |       | Lukáš Rosol                     | 6  | 6  | 3        | 4 | 6 |
| 3 |       | Tatsuma Ito - Yasutaka Uchiyama | 4  | 4  | 4        |   |   |
| 3 |       | Lukáš Rosol - Radek Štěpánek    | 6  | 6  | 6        |   |   |
| |       |                                 |    |    |          |   |   |
| 4 |       | Yasutaka Uchiyama               | 3  | 6  | 4        |   |   |
| 4 |       | Lukáš Rosol                     | 6  | 3  | 6        |   |   |
| |       |                                 |    |    |          |   |   |
| 5 |       | Taro Daniel                     | 4  | 4  |          |   |   |
| 5 |       | Jiří Veselý                     | 6  | 6  |          |   |   |
| |       |                                 |    |    |          |   |   |

| 1 |  | Tatsuma Ito                     | 7  | 65 | 1 | 5 |   |
| 1 |  | Radek Štěpánek                  | 65 | 7  | 6 | 7 |   |
| 2 |  | Taro Daniel                     | 4  | 4  | 6 | 6 | 2 |
| 2 |  | Lukáš Rosol                     | 6  | 6  | 3 | 4 | 6 |
| 3 |  | Tatsuma Ito - Yasutaka Uchiyama | 4  | 4  | 4 |   |   |
| 3 |  | Lukáš Rosol - Radek Štěpánek    | 6  | 6  | 6 |   |   |
|   |  |                                 |    |    |   |   |   |
| 4 |  | Yasutaka Uchiyama               | 3  | 6  | 4 |   |   |
| 4 |  | Lukáš Rosol                     | 6  | 3  | 6 |   |   |
|   |  |                                 |    |    |   |   |   |
| 5 |  | Taro Daniel                     | 4  | 4  |   |   |   |
| 5 |  | Jiří Veselý                     | 6  | 6  |   |   |   |
|   |  |                                 |    |    |   |   |   |

| | France | 3                             | -  | 2  | Allemagne |    |   |
| --- | ------ | ----------------------------- | -- | -- | --------- | -- | - |
| Palais des sports Jean-Weille, Nancy, France |        |                               |    |    |           |    |   |
| du 4 au 6 avril 2014 sur dur (int.) |        |                               |    |    |           |    |   |
| \| 1 \| \| Julien Benneteau \| 68 \| 3 \| 2 \| \| \| \| 1 \| \| Tobias Kamke \| 7 \| 6 \| 6 \| \| \| \| 2 \| \| Jo-Wilfried Tsonga \| 7 \| 63 \| 6 \| 68 \| 6 \| \| 2 \| \| Peter Gojowczyk \| 5 \| 7 \| 3 \| 7 \| 8 \| \| 3 \| \| M. Llodra - J. Benneteau \| 6 \| 7 \| 4 \| 7 \| \| \| 3 \| \| Andre Begemann - Tobias Kamke \| 1 \| 65 \| 6 \| 5 \| \| \| \| \| \| \| \| \| \| \| \| 4 \| \| Jo-Wilfried Tsonga \| 6 \| 6 \| 6 \| \| \| \| 4 \| \| Tobias Kamke \| 3 \| 2 \| 4 \| \| \| \| \| \| \| \| \| \| \| \| \| 5 \| \| Gaël Monfils \| 6 \| 7 \| 6 \| \| \| \| 5 \| \| Peter Gojowczyk \| 1 \| 60 \| 2 \| \| \| \| \| \| \| \| \| \| \| \| |        |                               |    |    |           |    |   |
| 1 |        | Julien Benneteau              | 68 | 3  | 2         |    |   |
| 1 |        | Tobias Kamke                  | 7  | 6  | 6         |    |   |
| 2 |        | Jo-Wilfried Tsonga            | 7  | 63 | 6         | 68 | 6 |
| 2 |        | Peter Gojowczyk               | 5  | 7  | 3         | 7  | 8 |
| 3 |        | M. Llodra - J. Benneteau      | 6  | 7  | 4         | 7  |   |
| 3 |        | Andre Begemann - Tobias Kamke | 1  | 65 | 6         | 5  |   |
| |        |                               |    |    |           |    |   |
| 4 |        | Jo-Wilfried Tsonga            | 6  | 6  | 6         |    |   |
| 4 |        | Tobias Kamke                  | 3  | 2  | 4         |    |   |
| |        |                               |    |    |           |    |   |
| 5 |        | Gaël Monfils                  | 6  | 7  | 6         |    |   |
| 5 |        | Peter Gojowczyk               | 1  | 60 | 2         |    |   |
| |        |                               |    |    |           |    |   |

| 1 |  | Julien Benneteau              | 68 | 3  | 2 |    |   |
| 1 |  | Tobias Kamke                  | 7  | 6  | 6 |    |   |
| 2 |  | Jo-Wilfried Tsonga            | 7  | 63 | 6 | 68 | 6 |
| 2 |  | Peter Gojowczyk               | 5  | 7  | 3 | 7  | 8 |
| 3 |  | M. Llodra - J. Benneteau      | 6  | 7  | 4 | 7  |   |
| 3 |  | Andre Begemann - Tobias Kamke | 1  | 65 | 6 | 5  |   |
|   |  |                               |    |    |   |    |   |
| 4 |  | Jo-Wilfried Tsonga            | 6  | 6  | 6 |    |   |
| 4 |  | Tobias Kamke                  | 3  | 2  | 4 |    |   |
|   |  |                               |    |    |   |    |   |
| 5 |  | Gaël Monfils                  | 6  | 7  | 6 |    |   |
| 5 |  | Peter Gojowczyk               | 1  | 60 | 2 |    |   |
|   |  |                               |    |    |   |    |   |

| | Italie | 3                              | - | 2 | Grande-Bretagne |   |  |
| --- | ------ | ------------------------------ | - | - | --------------- | - |  |
| Tennis Club Napoli, Naples, Italie |        |                                |   |   |                 |   |  |
| du 4 au 6 avril 2014 sur terre battue (ext.) |        |                                |   |   |                 |   |  |
| \| 1 \| \| Fabio Fognini \| 6 \| 2 \| 6 \| 6 \| \| \| 1 \| \| James Ward \| 4 \| 6 \| 4 \| 1 \| \| \| 2 \| \| Andreas Seppi \| 4 \| 5 \| 3 \| \| \| \| 2 \| \| Andy Murray \| 6 \| 7 \| 6 \| \| \| \| 3 \| \| Simone Bolelli - Fabio Fognini \| 3 \| 2 \| 6 \| 5 \| \| \| 3 \| \| Colin Fleming - Andy Murray \| 6 \| 6 \| 3 \| 7 \| \| \| \| \| \| \| \| \| \| \| \| 4 \| \| Fabio Fognini \| 6 \| 6 \| 6 \| \| \| \| 4 \| \| Andy Murray \| 3 \| 3 \| 4 \| \| \| \| \| \| \| \| \| \| \| \| \| 5 \| \| Andreas Seppi \| 6 \| 6 \| 6 \| \| \| \| 5 \| \| James Ward \| 4 \| 3 \| 4 \| \| \| \| \| \| \| \| \| \| \| \| |        |                                |   |   |                 |   |  |
| 1 |        | Fabio Fognini                  | 6 | 2 | 6               | 6 |  |
| 1 |        | James Ward                     | 4 | 6 | 4               | 1 |  |
| 2 |        | Andreas Seppi                  | 4 | 5 | 3               |   |  |
| 2 |        | Andy Murray                    | 6 | 7 | 6               |   |  |
| 3 |        | Simone Bolelli - Fabio Fognini | 3 | 2 | 6               | 5 |  |
| 3 |        | Colin Fleming - Andy Murray    | 6 | 6 | 3               | 7 |  |
| |        |                                |   |   |                 |   |  |
| 4 |        | Fabio Fognini                  | 6 | 6 | 6               |   |  |
| 4 |        | Andy Murray                    | 3 | 3 | 4               |   |  |
| |        |                                |   |   |                 |   |  |
| 5 |        | Andreas Seppi                  | 6 | 6 | 6               |   |  |
| 5 |        | James Ward                     | 4 | 3 | 4               |   |  |
| |        |                                |   |   |                 |   |  |

| 1 |  | Fabio Fognini                  | 6 | 2 | 6 | 6 |  |
| 1 |  | James Ward                     | 4 | 6 | 4 | 1 |  |
| 2 |  | Andreas Seppi                  | 4 | 5 | 3 |   |  |
| 2 |  | Andy Murray                    | 6 | 7 | 6 |   |  |
| 3 |  | Simone Bolelli - Fabio Fognini | 3 | 2 | 6 | 5 |  |
| 3 |  | Colin Fleming - Andy Murray    | 6 | 6 | 3 | 7 |  |
|   |  |                                |   |   |   |   |  |
| 4 |  | Fabio Fognini                  | 6 | 6 | 6 |   |  |
| 4 |  | Andy Murray                    | 3 | 3 | 4 |   |  |
|   |  |                                |   |   |   |   |  |
| 5 |  | Andreas Seppi                  | 6 | 6 | 6 |   |  |
| 5 |  | James Ward                     | 4 | 3 | 4 |   |  |
|   |  |                                |   |   |   |   |  |

| | Suisse | 3                          | -  | 2  | Kazakhstan |    |  |
| --- | ------ | -------------------------- | -- | -- | ---------- | -- |  |
| Palexpo, Genève, Suisse |        |                            |    |    |            |    |  |
| du 4 au 6 avril 2014 sur dur (int.) |        |                            |    |    |            |    |  |
| \| 1 \| \| Stanislas Wawrinka \| 65 \| 2 \| 6 \| 65 \| \| \| 1 \| \| Andrey Golubev \| 7 \| 6 \| 3 \| 7 \| \| \| 2 \| \| Roger Federer \| 6 \| 6 \| 6 \| \| \| \| 2 \| \| Mikhail Kukushkin \| 4 \| 4 \| 2 \| \| \| \| 3 \| \| R. Federer - S. Wawrinka \| 4 \| 65 \| 6 \| 6 \| \| \| 3 \| \| A. Golubev - A. Nedovyesov \| 6 \| 7 \| 4 \| 7 \| \| \| \| \| \| \| \| \| \| \| \| 4 \| \| Stanislas Wawrinka \| 64 \| 6 \| 6 \| 6 \| \| \| 4 \| \| Mikhail Kukushkin \| 7 \| 4 \| 4 \| 4 \| \| \| \| \| \| \| \| \| \| \| \| 5 \| \| Roger Federer \| 7 \| 6 \| 6 \| \| \| \| 5 \| \| Andrey Golubev \| 60 \| 2 \| 3 \| \| \| \| \| \| \| \| \| \| \| \| |        |                            |    |    |            |    |  |
| 1 |        | Stanislas Wawrinka         | 65 | 2  | 6          | 65 |  |
| 1 |        | Andrey Golubev             | 7  | 6  | 3          | 7  |  |
| 2 |        | Roger Federer              | 6  | 6  | 6          |    |  |
| 2 |        | Mikhail Kukushkin          | 4  | 4  | 2          |    |  |
| 3 |        | R. Federer - S. Wawrinka   | 4  | 65 | 6          | 6  |  |
| 3 |        | A. Golubev - A. Nedovyesov | 6  | 7  | 4          | 7  |  |
| |        |                            |    |    |            |    |  |
| 4 |        | Stanislas Wawrinka         | 64 | 6  | 6          | 6  |  |
| 4 |        | Mikhail Kukushkin          | 7  | 4  | 4          | 4  |  |
| |        |                            |    |    |            |    |  |
| 5 |        | Roger Federer              | 7  | 6  | 6          |    |  |
| 5 |        | Andrey Golubev             | 60 | 2  | 3          |    |  |
| |        |                            |    |    |            |    |  |

| 1 |  | Stanislas Wawrinka         | 65 | 2  | 6 | 65 |  |
| 1 |  | Andrey Golubev             | 7  | 6  | 3 | 7  |  |
| 2 |  | Roger Federer              | 6  | 6  | 6 |    |  |
| 2 |  | Mikhail Kukushkin          | 4  | 4  | 2 |    |  |
| 3 |  | R. Federer - S. Wawrinka   | 4  | 65 | 6 | 6  |  |
| 3 |  | A. Golubev - A. Nedovyesov | 6  | 7  | 4 | 7  |  |
|   |  |                            |    |    |   |    |  |
| 4 |  | Stanislas Wawrinka         | 64 | 6  | 6 | 6  |  |
| 4 |  | Mikhail Kukushkin          | 7  | 4  | 4 | 4  |  |
|   |  |                            |    |    |   |    |  |
| 5 |  | Roger Federer              | 7  | 6  | 6 |    |  |
| 5 |  | Andrey Golubev             | 60 | 2  | 3 |    |  |
|   |  |                            |    |    |   |    |  |

##### Demi-finales
| | France | 4                              | -  | 1 | Tchéquie |   |  |
| --- | ------ | ------------------------------ | -- | - | -------- | - |  |
| Roland-Garros, Paris, France |        |                                |    |   |          |   |  |
| du 12 au 14 septembre 2014 sur terre battue (ext.) |        |                                |    |   |          |   |  |
| \| 1 \| \| Richard Gasquet \| 6 \| 6 \| 6 \| \| \| \| 1 \| \| Tomáš Berdych \| 3 \| 2 \| 3 \| \| \| \| 2 \| \| Jo-Wilfried Tsonga \| 6 \| 6 \| 6 \| \| \| \| 2 \| \| Lukáš Rosol \| 2 \| 2 \| 3 \| \| \| \| 3 \| \| R. Gasquet - J.-W. Tsonga \| 64 \| 6 \| 7 \| 6 \| \| \| 3 \| \| Tomáš Berdych - Radek Štěpánek \| 7 \| 4 \| 65 \| 1 \| \| \| \| \| \| \| \| \| \| \| \| 4 \| \| Julien Benneteau \| 4 \| 3 \| \| \| \| \| 4 \| \| Jiří Veselý \| 6 \| 6 \| \| \| \| \| \| \| \| \| \| \| \| \| \| 5 \| \| Gaël Monfils \| 5 \| 6 \| 7 \| \| \| \| 5 \| \| Lukáš Rosol \| 7 \| 4 \| 5 \| \| \| \| \| \| \| \| \| \| \| \| |        |                                |    |   |          |   |  |
| 1 |        | Richard Gasquet                | 6  | 6 | 6        |   |  |
| 1 |        | Tomáš Berdych                  | 3  | 2 | 3        |   |  |
| 2 |        | Jo-Wilfried Tsonga             | 6  | 6 | 6        |   |  |
| 2 |        | Lukáš Rosol                    | 2  | 2 | 3        |   |  |
| 3 |        | R. Gasquet - J.-W. Tsonga      | 64 | 6 | 7        | 6 |  |
| 3 |        | Tomáš Berdych - Radek Štěpánek | 7  | 4 | 65       | 1 |  |
| |        |                                |    |   |          |   |  |
| 4 |        | Julien Benneteau               | 4  | 3 |          |   |  |
| 4 |        | Jiří Veselý                    | 6  | 6 |          |   |  |
| |        |                                |    |   |          |   |  |
| 5 |        | Gaël Monfils                   | 5  | 6 | 7        |   |  |
| 5 |        | Lukáš Rosol                    | 7  | 4 | 5        |   |  |
| |        |                                |    |   |          |   |  |

| 1 |  | Richard Gasquet                | 6  | 6 | 6  |   |  |
| 1 |  | Tomáš Berdych                  | 3  | 2 | 3  |   |  |
| 2 |  | Jo-Wilfried Tsonga             | 6  | 6 | 6  |   |  |
| 2 |  | Lukáš Rosol                    | 2  | 2 | 3  |   |  |
| 3 |  | R. Gasquet - J.-W. Tsonga      | 64 | 6 | 7  | 6 |  |
| 3 |  | Tomáš Berdych - Radek Štěpánek | 7  | 4 | 65 | 1 |  |
|   |  |                                |    |   |    |   |  |
| 4 |  | Julien Benneteau               | 4  | 3 |    |   |  |
| 4 |  | Jiří Veselý                    | 6  | 6 |    |   |  |
|   |  |                                |    |   |    |   |  |
| 5 |  | Gaël Monfils                   | 5  | 6 | 7  |   |  |
| 5 |  | Lukáš Rosol                    | 7  | 4 | 5  |   |  |
|   |  |                                |    |   |    |   |  |

| | Suisse | 3                              | -  | 2 | Italie |   |   |
| --- | ------ | ------------------------------ | -- | - | ------ | - | - |
| Palexpo, Genève, Suisse |        |                                |    |   |        |   |   |
| du 12 au 14 septembre 2014 sur dur (int.) |        |                                |    |   |        |   |   |
| \| 1 \| \| Roger Federer \| 7 \| 6 \| 6 \| \| \| \| 1 \| \| Simone Bolelli \| 65 \| 4 \| 4 \| \| \| \| 2 \| \| Stanislas Wawrinka \| 6 \| 6 \| 6 \| \| \| \| 2 \| \| Fabio Fognini \| 2 \| 3 \| 2 \| \| \| \| 3 \| \| S. Wawrinka - M. Chiudinelli \| 5 \| 6 \| 7 \| 3 \| 2 \| \| 3 \| \| Fabio Fognini - Simone Bolelli \| 7 \| 3 \| 5 \| 6 \| 6 \| \| \| \| \| \| \| \| \| \| \| 4 \| \| Roger Federer \| 6 \| 6 \| 7 \| \| \| \| 4 \| \| Fabio Fognini \| 2 \| 3 \| 64 \| \| \| \| \| \| \| \| \| \| \| \| \| 5 \| \| Michael Lammer \| 4 \| 6 \| 4 \| \| \| \| 5 \| \| Andreas Seppi \| 6 \| 1 \| 6 \| \| \| \| \| \| \| \| \| \| \| \| |        |                                |    |   |        |   |   |
| 1 |        | Roger Federer                  | 7  | 6 | 6      |   |   |
| 1 |        | Simone Bolelli                 | 65 | 4 | 4      |   |   |
| 2 |        | Stanislas Wawrinka             | 6  | 6 | 6      |   |   |
| 2 |        | Fabio Fognini                  | 2  | 3 | 2      |   |   |
| 3 |        | S. Wawrinka - M. Chiudinelli   | 5  | 6 | 7      | 3 | 2 |
| 3 |        | Fabio Fognini - Simone Bolelli | 7  | 3 | 5      | 6 | 6 |
| |        |                                |    |   |        |   |   |
| 4 |        | Roger Federer                  | 6  | 6 | 7      |   |   |
| 4 |        | Fabio Fognini                  | 2  | 3 | 64     |   |   |
| |        |                                |    |   |        |   |   |
| 5 |        | Michael Lammer                 | 4  | 6 | 4      |   |   |
| 5 |        | Andreas Seppi                  | 6  | 1 | 6      |   |   |
| |        |                                |    |   |        |   |   |

| 1 |  | Roger Federer                  | 7  | 6 | 6  |   |   |
| 1 |  | Simone Bolelli                 | 65 | 4 | 4  |   |   |
| 2 |  | Stanislas Wawrinka             | 6  | 6 | 6  |   |   |
| 2 |  | Fabio Fognini                  | 2  | 3 | 2  |   |   |
| 3 |  | S. Wawrinka - M. Chiudinelli   | 5  | 6 | 7  | 3 | 2 |
| 3 |  | Fabio Fognini - Simone Bolelli | 7  | 3 | 5  | 6 | 6 |
|   |  |                                |    |   |    |   |   |
| 4 |  | Roger Federer                  | 6  | 6 | 7  |   |   |
| 4 |  | Fabio Fognini                  | 2  | 3 | 64 |   |   |
|   |  |                                |    |   |    |   |   |
| 5 |  | Michael Lammer                 | 4  | 6 | 4  |   |   |
| 5 |  | Andreas Seppi                  | 6  | 1 | 6  |   |   |
|   |  |                                |    |   |    |   |   |

##### Finale
La finale de la Coupe Davis 2014 se joue entre la France et la Suisse.
| | France             | 1                         | -   | 3    | Suisse |   |  |
| --- | ------------------ | ------------------------- | --- | ---- | ------ | - |  |
| Stade Pierre-Mauroy, Villeneuve-d'Ascq, France, |                    |                           |     |      |        |   |  |
| du 21 au 23 novembre 2014 sur terre battue (int.) |                    |                           |     |      |        |   |  |
| \| 1 \| \| Jo-Wilfried Tsonga \| 1 \| 6 \| 3 \| 2 \| \| \| 1 \| \| Stanislas Wawrinka \| 6 \| 3 \| 6 \| 6 \| \| \| 2 \| \| Gaël Monfils \| 6 \| 6 \| 6 \| \| \| \| 2 \| \| Roger Federer \| 1 \| 4 \| 3 \| \| \| \| 3 \| \| J. Benneteau - R. Gasquet \| 3 \| 5 \| 4 \| \| \| \| 3 \| \| R. Federer - S. Wawrinka \| 6 \| 7 \| 6 \| \| \| \| \| \| \| \| \| \| \| \| \| 4 \| \| Richard Gasquet \| 4 \| 2 \| 2 \| \| \| \| 4 \| \| Roger Federer \| 6 \| 6 \| 6 \| \| \| \| \| \| \| \| \| \| \| \| \| 5 \| \| Gaël Monfils \| Non \| joué \| \| \| \| \| 5 \| Stanislas Wawrinka \| \| \| \| \| \| \| \| \| \| \| \| \| \| \| \| |                    |                           |     |      |        |   |  |
| 1 |                    | Jo-Wilfried Tsonga        | 1   | 6    | 3      | 2 |  |
| 1 |                    | Stanislas Wawrinka        | 6   | 3    | 6      | 6 |  |
| 2 |                    | Gaël Monfils              | 6   | 6    | 6      |   |  |
| 2 |                    | Roger Federer             | 1   | 4    | 3      |   |  |
| 3 |                    | J. Benneteau - R. Gasquet | 3   | 5    | 4      |   |  |
| 3 |                    | R. Federer - S. Wawrinka  | 6   | 7    | 6      |   |  |
| |                    |                           |     |      |        |   |  |
| 4 |                    | Richard Gasquet           | 4   | 2    | 2      |   |  |
| 4 |                    | Roger Federer             | 6   | 6    | 6      |   |  |
| |                    |                           |     |      |        |   |  |
| 5 |                    | Gaël Monfils              | Non | joué |        |   |  |
| 5 | Stanislas Wawrinka |                           |     |      |        |   |  |
| |                    |                           |     |      |        |   |  |

### Barrages

#### Résumé
Pendant les barrages chaque nation ayant perdu au 1er tour du "Groupe Mondial" (GM) affronte un des vainqueurs des "Groupe I". Les nations victorieuses sont qualifiées pour le groupe mondial 2015. Les nations vaincues participent au "Groupe I" de leur zone géographique. Les barrages se déroulent en même temps que les demi-finales : du 12 au 14 septembre.
| Lieu        | Surface             | Hôtes           | Score | Visiteurs      |
| ----------- | ------------------- | --------------- | ----- | -------------- |
| Bangalore   | dur (ext.)          | Inde            | 2 - 3 | Serbie (GM)    |
| São Paulo   | terre battue (int.) | Brésil          | 3 - 1 | Espagne (GM)   |
| Sunrise, FL | dur (ext.)          | Israël          | 2 - 3 | Argentine (GM) |
| Halifax     | dur (int.)          | Canada (GM)     | 3 - 2 | Colombie       |
| Chicago     | dur (int.)          | États-Unis (GM) | 5 - 0 | Slovaquie      |
| Perth       | gazon (ext.)        | Australie (GM)  | 5 - 0 | Ouzbékistan    |
| Amsterdam*  | terre battue (int.) | Pays-Bas (GM)   | 2 - 3 | Croatie        |
| Tallinn     | dur (int.)          | Ukraine         | 2 - 3 | Belgique (GM)  |

* les équipes qui se rencontrent pour la 1re fois dans l'histoire de la compétition tirent au sort la nation qui reçoit.